# Nabil Jeffri
Muhammad Nabil Jan Al Jeffri (Kuala Lumpur, 24 de octubre de 1993) es un piloto de automovilismo malasio.

## Carrera
Jeffri comenzó su carrera en el automovilismo en el karting, ganando el Rotax Max Junior de Malasia y Asia en 2009. En 2010 se cambió a las carreras de fórmula en la Fórmula BMW Pacific para el equipo Eurasia Motorsport. A pesar de no estar en el podio en ninguna carrera, su consistente desempeño lo colocó quinto en el campeonato con 83 puntos. El 1 de septiembre de 2010, Jeffri hizo su debut en un auto de Fórmula 1 en una prueba aerodinámica en un aeropuerto en el Imperial War Museum Duxford para el equipo Lotus Racing en un Lotus T127, convirtiéndose en el piloto más joven en probar un auto de Fórmula 1.
En 2011, Jeffri continuó conduciendo la Fórmula BMW Pacific, que había cambiado su nombre por el de JK Racing Asia Series, pasando al equipo Petronas Mofaz Racing. Ganó la primera carrera de la temporada en el Circuito Internacional de Sepang y terminó tercero en el campeonato con otros nueve podios detrás de Lucas Auer y Afiq Ikhwan Yazid.
En 2012, Jeffri volvió a competir en la JK Racing Asia Series, pero pasó al equipo EuroInternational. Ganó cuatro carreras en Sepang, Circuito Paul Ricard y Spa-Francorchamps, y terminó segundo en el campeonato con 223 puntos con otros siete podios detrás de Aston Hare.
En 2013, Jeffri se mudó a Europa e hizo su debut en la Fórmula 3 en el Campeonato de Alemania de Fórmula 3 para EuroInternational. Con dos quintos puestos en Sachsenring y el Motorsport Arena Oschersleben como los mejores resultados, terminó octavo en el campeonato con 79 puntos.
En 2014, Jeffri siguió conduciendo en la Fórmula 3 Alemana, pero se pasó al equipo de Motopark. Ganó dos carreras en Oschersleben y Hockenheimring y terminó segundo en el campeonato con otros catorce lugares del podio detrás de Markus Pommer. Además, participó en el fin de semana de carreras en Spa-Francorchamps en la Fórmula 3 Británica para Motopark, terminando sexto y octavo en las carreras. Ese año también condujo para Motopark en el Masters de Fórmula 3 en el Circuit Park Zandvoort, donde cruzó la línea de meta tercero detrás de Max Verstappen y Steijn Schothorst.
En 2015, Jeffri hizo el cambio al Campeonato Europeo de Fórmula 3, en el que continuó conduciendo para Motopark. En Circuit Park Zandvoort, logró sus únicos dos puntos de la temporada con un noveno lugar, terminando en el puesto 25 en el campeonato. Ese año también regresó al Masters de Fórmula 3, terminando quinto en la carrera.
En 2016, Jeffri pasó a la GP2 Series, donde jugó para el equipo Arden International. Con el séptimo lugar en el Circuito callejero de Bakú, anotó sus únicos dos puntos de la temporada, terminando 22 en la clasificación final.
En 2017, Jeffri hace el cambio al equipo Trident Racing en GP2, que ha cambiado su nombre a Fórmula 2.

## Resultados

### GP2 Series
(Clave) (negrita indica pole position) (cursiva indica vuelta rápida puntuable)

| Año  | Escudería           | 1   | 1   | 2   | 2   | 3   | 3   | 4   | 4   | 5   | 5   | 6   | 6   | 7   | 7   | 8   | 8   | 9   | 9   | 10  | 10  | 11  | 11  | Pos. | Puntos | Ref.  |
| ---- | ------------------- | --- | --- | --- | --- | --- | --- | --- | --- | --- | --- | --- | --- | --- | --- | --- | --- | --- | --- | --- | --- | --- | --- | ---- | ------ | ----- |
| 2016 | Arden International | BAR | BAR | MON | MON | BAK | BAK | SPI | SPI | SIL | SIL | BUD | BUD | HOC | HOC | SPA | SPA | MNZ | MNZ | KUA | KUA | YMC | YMC | 22.º | 2      | [ 1 ] |
| 2016 | Arden International | 19  | 18  | Ret | 17  | Ret | 7   | Ret | 17  | 17  | 15  | 20  | 16  | 11  | Ret | 19  | 18  | 13  | 12  | 18  | Ret | Ret | 20  | 22.º | 2      | [ 1 ] |

### Campeonato de Fórmula 2 de la FIA
(Clave) (negrita indica pole position) (cursiva indica vuelta rápida puntuable)

| Año  | Escudería | 1   | 1   | 2   | 2   | 3   | 3   | 4   | 4   | 5   | 5   | 6   | 6   | 7   | 7   | 8   | 8   | 9   | 9   | 10  | 10  | 11  | 11  | Pos. | Puntos | Ref.  |
| ---- | --------- | --- | --- | --- | --- | --- | --- | --- | --- | --- | --- | --- | --- | --- | --- | --- | --- | --- | --- | --- | --- | --- | --- | ---- | ------ | ----- |
| 2017 | Trident   | SAK | SAK | BAR | BAR | MON | MON | BAK | BAK | SPI | SPI | SIL | SIL | BUD | BUD | SPA | SPA | MNZ | MNZ | JER | JER | YMC | YMC | 23.º | 2      | [ 2 ] |
| 2017 | Trident   | 19  | 16  | 18  | 18  | 14  | 11  | Ret | 17  | 18  | 12  | 15  | 18  | 12  | 15  | 11  | 15  | 12  | 17  | 9   | 15  | Ret | 16  | 23.º | 2      | [ 2 ] |

### Campeonato Mundial de Resistencia de la FIA
(Clave) (negrita indica pole position) (cursiva indica vuelta rápida)

| Año     | Escudería             | Clase | Automóvil       | 1   | 2   | 3   | 4   | 5   | 6   | 7   | 8   | Pos. | Puntos | Ref.  |
| ------- | --------------------- | ----- | --------------- | --- | --- | --- | --- | --- | --- | --- | --- | ---- | ------ | ----- |
| 2018-19 | Jackie Chan DC Racing | LMP2  | Oreca 07-Gibson | SPA | LMS | SIL | FUJ | SHA | SEB | SPA | LMS | 4.º  | 98     | [ 3 ] |
| 2018-19 | Jackie Chan DC Racing | LMP2  | Oreca 07-Gibson | 3   | 2   | 2   | 1   | 4   |     |     |     | 4.º  | 98     | [ 3 ] |

### 24 Horas de Le Mans
| Año  | Equipo                | Copilotos                 | Automóvil       | Clase | Vueltas | Pos. | Pos. Clase |
| ---- | --------------------- | ------------------------- | --------------- | ----- | ------- | ---- | ---------- |
| 2018 | Jackie Chan DC Racing | Jazeman Jaafar Weiron Tan | Oreca 07-Gibson | LMP2  | 361     | 8.º  | 4.º        |